# 国际足联纪律准则
国际足联纪律准则（英語：FIFA Disciplinary Code，简称FDC）是由国际足联司法机构颁布的一套守则和法规，由“纪律委员会”和“上诉委员会”组成。
国际足联纪律准则规范了几乎所有与兴奋剂、腐败、仲裁、种族主义、体育场以及禁令等有关的问题，它还详细介绍了足球世界管理机构的行为准则。

## 委员会
国际足联纪律准则的决定和条例由了以下国际足联委员会的参与：
- 球员身份委员会
- 纪律委员会
- 上诉委员会
- 国际体育仲裁法庭